# Aenictus grandis
Aenictus grandis är en myrart som beskrevs av Charles Thomas Bingham 1903. Aenictus grandis ingår i släktet Aenictus och familjen myror. Inga underarter finns listade i Catalogue of Life.